# 尼斯特塔尔 (莱茵兰-普法尔茨州)
尼斯特塔尔是德国莱茵兰-普法尔茨州的一个市镇。总面积3.93平方公里，总人口1279人，其中男性667人，女性612人（2011年12月31日），人口密度325人/平方公里。